# Ctésippe
Selon la mythologie grecque, dans l'Odyssée, Ctésippe (ou Ctésippos), fils de Polytherse (ou Polythersès), est un des prétendants de Pénélope, « une brute » qui habite Samé.
Au chant XX de l'épopée, Ulysse de retour à Ithaque s'étant présenté chez lui déguisé en mendiant, Ctésippe lui lance en guise de cadeau un pied de bœuf, qu'Ulysse parvient à éviter. Cette infamie lui vaut d'être menacé par Télémaque.
On retrouve ensuite Ctésippe au temps de la vengeance d'Ulysse, au chant XXII. Lors d'un combat, il blesse Eumée à l'épaule puis se fait tuer par Philétios (ou Philœtios), le bouvier et serviteur d'Ulysse, qui lui dit que sa mort était son cadeau en échange de celui qu'il fit à Ulysse.